# Фуско, Брэндон
Брэндон Эм Фуско (англ. Brandon M. Fusco; 26 июля 1988, Дейтон, Огайо) — профессиональный американский футболист. Выступал на позиции гарда. В НФЛ играл за клубы «Миннесота Вайкингс», «Сан-Франциско Форти Найнерс» и «Атланта Фэлконс». На студенческом уровне выступал за команду университета Слиппери-Рок из Пенсильвании. По итогам сезона 2010 года признавался лучшим линейным нападения и центром II дивизиона NCAA. На драфте НФЛ 2011 года выбран в шестом раунде.

## Биография
Брэндон Фуско родился 26 июля 1988 года в Дейтоне в Огайо. В детстве был болельщиком клуба НФЛ Питтсбург Стилерз. В футбол он начал играть во время учёбы в старшей школе Сенека-Вэлли в Хармони в Пенсильвании. Игроком школьной команды Фуско был в течение двух лет. После окончания школы он поступил в университет города Слиппери-Рок.

### Любительская карьера
Сезон 2006 года Фуско провёл в статусе освобождённого игрока, не принимая участия в матчах. В последующее межсезонье тренерский штаб перевёл игрока с позиции тэкла на место центра. С 2007 по 2010 год он был игроком стартового состава, сыграв во всех 44 матчах. В последние два сезона карьеры Фуско был одним из капитанов команды. По итогам турнира 2010 года он стал обладателем Награды Джина Апшоу лучшему линейному нападения II дивизиона NCAA и Трофея Римингтона лучшему центру II дивизиона.
В 2011 году Фуско стал первым представителем университета, сыгравшим в Сеньор Боуле, матче всех звёзд выпускников колледжей. Перед драфтом НФЛ его называли одним из лучших игроков, не выступающих за команды I дивизиона NCAA. В 2016 году игровой номер 74, под которым он выступал, был выведен в университете Слиппери-Рок из обращения. Фуско стал третьим игроком в истории его футбольной программы, удостоенным такой чести.

### Профессиональная карьера

#### Миннесота Вайкингс
На драфте НФЛ 2011 года Фуско был выбран «Миннесотой» в шестом раунде под общим 172 номером. Он стал пятым задрафтованным игроком в истории университета. Обозреватель Bleacher Report Патрик Делейни отметил, что в команде Фуско может претендовать на место одного из запасных линейных нападения. В своём дебютном сезоне в НФЛ он принял участие в трёх матчах, заменяя травмированного гарда Энтони Эрреру. Летом 2012 года во время сборов травму получил Джофф Шварц и Фуско провёл весь регулярный чемпионат в роли одного из стартовых гардов «Вайкингс», сыграв в шестнадцати матчах. В 2013 году он провёл пятнадцать матчей в регулярном чемпионате.
В октябре 2014 года Фуско продлил контракт с «Миннесотой». Сумма пятилетнего соглашения составила 25 млн долларов. В регулярном чемпионате он сыграл только в трёх матчах, выбыв из строя из-за разрыва грудной мышцы. Перед началом сезона 2015 года тренерский штаб Вайкингс перевёл Фуско на позицию левого гарда, где он провёл все шестнадцать матчей чемпионата. Эффективность его игры на непривычной позиции была ниже. Летом 2016 года во время предсезонных сборов он конкурировал с Майклом Харрисом за позицию правого гарда. Ему удалось выиграть эту борьбу, но сезон Фуско вновь провёл неудачно, заняв только 63 место среди всех гардов лиги по оценкам Pro Football Focus. По ходу чемпионата он сыграл в тринадцати матчах, пропустив три игры из-за сотрясений мозга. В феврале 2017 года «Вайкингс» объявили об отчислении игрока, чтобы получить дополнительное место под потолком зарплат.

#### Заключительный этап карьеры
В мае 2017 года Фуско подписал однолетний контракт с «Сан-Франциско Форти Найнерс». Он сыграл во всех шестнадцати матчах регулярного чемпионата, проведя на поле 1084 розыгрыша, 100 % всех снэпов нападения команды. После окончания сезона он получил статус свободного агента. В марте 2018 года Фуско подписал трёхлетний контракт на сумму 12,75 млн долларов с «Атлантой». В чемпионате 2018 года он сыграл за «Фэлконс» в семи матчах, после чего выбыл из строя из-за серьёзной травмы голеностопа. В межсезонье в команду пришли гарды Джеймс Карпентер, Джамон Браун и Адам Геттис, на драфте был выбран Крис Линдстром. В апреле 2019 года «Атланта» объявила об отчислении Фуско.
В октябре 2021 года Фуско находился на просмотре в клубе «Нью-Йорк Джетс».